# پاراماکودی
پاراماکودی (به انگلیسی: Paramakudi) یک منطقهٔ مسکونی در هند است که در بخش رام‌ناتهپورم واقع شده‌است. پاراماکودی ۱۳٫۴۵ کیلومتر مربع مساحت و ۹۵٬۵۷۹ نفر جمعیت دارد.